# Pietro Gaudenzi
Pietro Gaudenzi (Genova, 18 gennaio 1880 – Anticoli Corrado, 23 dicembre 1955) è stato un pittore italiano.

## Biografia
Figlio del musicista bergamasco Enrico e della genovese Rachele De Negri, è allievo alla Spezia del pittore Felice Del Santo da cui apprende la sua prima formazione artistica. 
È poi allievo di Cesare Viazzia Genova, nell'Accademia ligustica di belle arti.
Consegue il premio-pensionato Duchessa di Galliera che gli consente di trasferirsi a Roma nel 1904 e di soggiornarvi per cinque anni. Ha così l'opportunità di studiarvi i maestri del Rinascimento e di conoscere la pittura di Sartorio, Michetti, Spadini, Mancini. Si perfeziona anche con Felice Carena.
Nel 1909 sposa Candida Toppi, modella di Anticoli Corrado da cui ha il figlio Enrico che lo seguirà nell'arte. 
Il saggio di pensionato I priori viene acquistato nel 1911 dal Comune di Roma per la Galleria d'arte moderna. 
Segue un periodo di successi e di riconoscimenti a Monaco, a Milano e ancora a Roma. 

Le sue opere di questo periodo sono improntate a modi drammaticamente veristici. 
È nominato professore alle Accademie di Parma e di Genova. Nel 1932 espone alla Biennale di Venezia, nel 1935 alla Quadriennale di Roma.
Rimasto vedovo si trasferisce a Milano dove rimane fino al 1935, quando, risposatosi con la cognata Augusta, si trasferisce ad Anticoli. 
Nel 1936 l'Accademia d'Italia gli conferì il "premio Mussolini" per le arti.

La sua pittura nel frattempo si è fatta più lirica per poi avvicinarsi ai modi di Novecento. 
Al suo prestigio ampiamente attestato con la sua presenza alle più importanti manifestazioni artistiche si contrappone una fase di lavoro appartato nel dopoguerra, a motivo del mutamento intervenuto nel gusto del pubblico.
Nel 1951 è incaricato della direzione della Scuola vaticana di mosaico e dedica molta parte dei suoi ultimi anni a questa tecnica.

## Opere
- L'uomo dal cappello verde, 1916, Roma, Galleria Nazionale d'Arte Moderna
- Affetti, 1916, Roma, Galleria Comunale d'Arte Moderna
- I sacerdoti, Genova, Galleria d'Arte Moderna
- Ritratto di Wally Toscanini
- Rinascita,1941
- Modelli di Anticoli, Milano, Galleria d'Arte Moderna
- Ritratto dello scrittore Von Schilembur, 1942 circa, Cagliari, Galleria Comunale d'Arte